# Sineugraphe oceanica
Sineugraphe oceanica är en fjärilsart som beskrevs av Kardakoff 1928. Sineugraphe oceanica ingår i släktet Sineugraphe och familjen nattflyn. Inga underarter finns listade i Catalogue of Life.